# Timothy B. Spahr
Timothy „Tim“ Bruce Spahr (* 1970) ist ein US-amerikanischer Astronom.
Spahr arbeitete von 2000 bis 2015 als Direktor des Minor Planet Centers am Harvard-Smithsonian Center for Astrophysics. Er entdeckte zwischen 1993 und 2002 zahlreiche Asteroiden und war an der Entdeckung mehrerer kleiner Monde der Planeten Jupiter und Saturn beteiligt, darunter Callirrhoe und Albiorix.
Seinen Namen trägt der Asteroid (2975) Spahr. Inzwischen sind auch diverse von ihm (mit-)entdeckte Kometen nach ihm benannt worden.